# Az emberi jogok egyetemes nyilatkozata

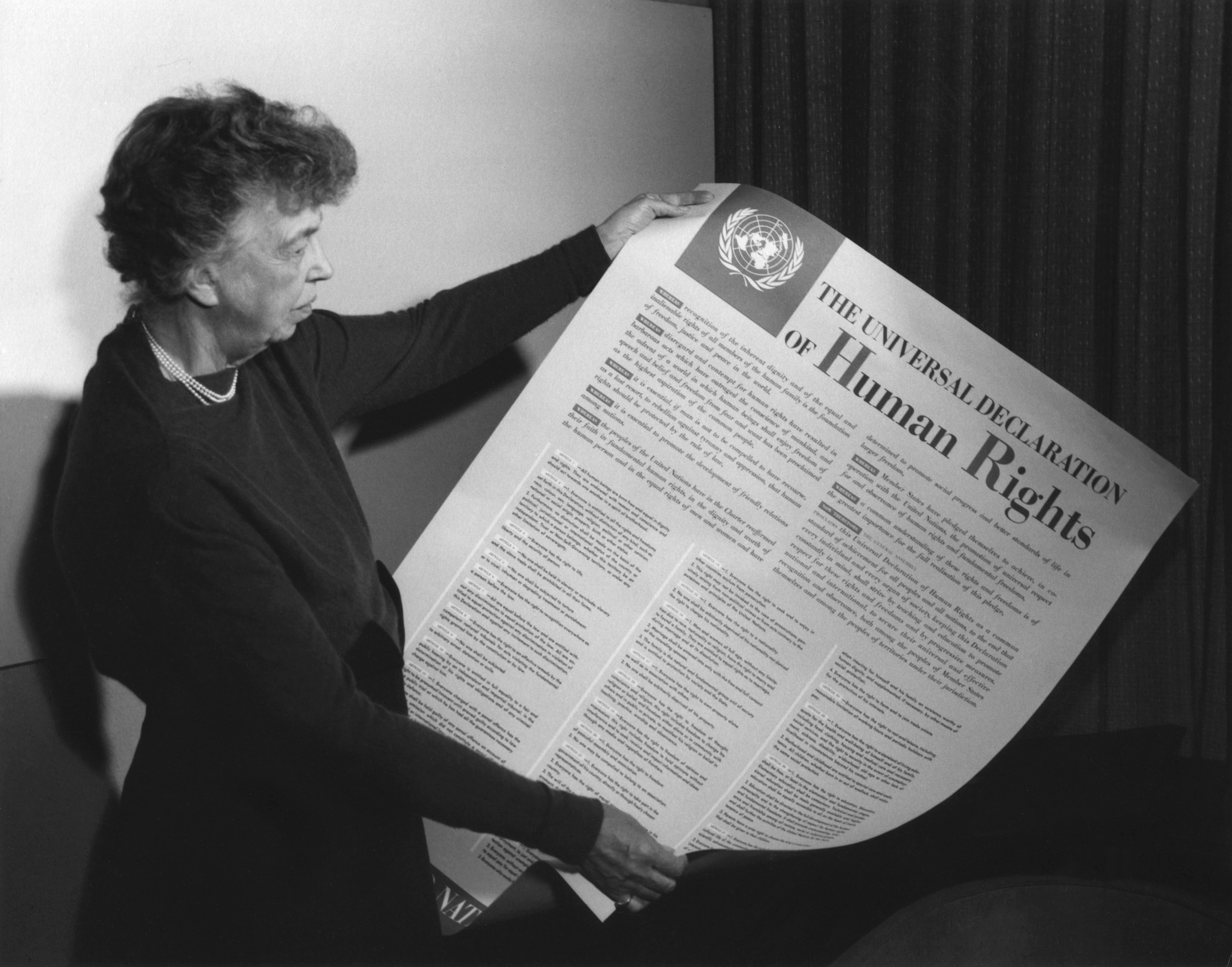
Eleanor Roosevelt Az emberi jogok egyetemes nyilatkozatával (1949)

Az emberi jogok egyetemes nyilatkozata egy, az ENSZ által elfogadott nyilatkozat, mely összefoglalja a világszervezet álláspontját a minden embert megillető alapvető jogokról. A nyilatkozatot a második világháború borzalmai ihlették és 1948. december 10-én fogadták el. Az ENSZ-közgyűlés 1950-ben hozott döntése értelmében a nyilatkozat elfogadásának napját minden évben az emberi jogok napjaként ünneplik.

## Története
A nyilatkozatot John Peters Humphrey kanadai jogász és emberjogi aktivista szövegezte meg az ENSZ kérésére, többek között Eleanor Roosevelt egyesült államokbeli First Lady, René Cassin francia bíró, Charles Malik libanoni diplomata és P. C. Chang kínai professzor segítségével. Az ENSZ Közgyűlése egyhangúlag megszavazta, de nyolc ország – a szovjet blokk és Szaúd-Arábia – tartózkodott a szavazástól.

## Felépítése és főbb elvei
A nyilatkozat egy bevezetőből és 30 cikkből áll. Ebben a 30 cikkben fogalmazza meg az emberi jogokat (az alapvető polgári, kulturális, gazdasági, politikai és szociális jogokat), amelyek megilletnek minden embert, fajra, színre, nemre, nyelvre, vallásra vagy politikai meggyőződésre való tekintet nélkül. Nem törvényerejű és így nem kötelez, de hatásosan lehet vele diplomáciai és erkölcsi nyomást gyakorolni kormányzatokra, és gyakran hivatkoznak is rá. A nyilatkozat az alapját képezi két, kötelező erejű ENSZ-egyezménynek (Polgári és politikai jogok nemzetközi egyezségokmánya; Gazdasági, szociális és kulturális jogok nemzetközi egyezségokmánya), melyeket 1966. december 16-án fogadott el a Közgyűlés. Akadémikusok, ügyvédek és alkotmánybírák gyakran hivatkoznak rá.
A harminc cikk legfontosabb elemei:
- jog az élethez, szabadsághoz és biztonsághoz;
- jog a művelődéshez;
- jog a kulturális életben való részvételhez;
- jog a magántulajdonhoz;
- védelem a kínzás, a kegyetlen, embertelen bánásmód és büntetés elől;
- a gondolat, lelkiismeret és vallás szabadsága;
- a vélemény és kifejezése szabadsága.

## Érdekességek
A Guinness rekordok könyvében a nyilatkozat a világ legtöbb nyelvre lefordított dokumentuma; eddig 508 nyelvre és nyelvjárásra fordították le.

## Magyar kiadások
- Az emberi jogok nemzetközi törvénye. Az emberi jogok egyetemes nyilatkozata, A gazdasági, szociális és kulturális jogok nemzetközi egyezségokmánya, A polgári és politikai jogok nemzetközi egyezségokmánya és fakultatív jegyzőkönyve; Magyar ENSZ Társaság, Bp., 1987
- Az emberi jogok egyetemes nyilatkozata / A gyermek jogaira vonatkozó nyilatkozat / A gyermek jogairól szóló egyezmény / Egyezmény az oktatásban alkalmazott megkülönböztetés elleni küzdelemről; Scriptores, Kaposvár, 1999
- Az emberi jogok nemzetközi törvénye 60. Emberi jogok egyetemes nyilatkozata. Jogrend és emberi méltóság, 1948–2008; szerk. Gömbös Ervin; Magyar ENSZ Társaság, Bp., 2008

## Ajánlott irodalom
- Johannes Morsink: The Universal Declaration of Human Rights: Origins, Drafting & Intent (Philadelphia: University of Pennsylvania Press, 1999)